# Ролет
Окръг Ролет (на английски: Rolette County) е окръг в щата Северна Дакота, Съединени американски щати. Площта му е 2432 km², а населението – 14 531 души (2017). Административен център е град Рола.